# Marcus Atius Balbus
Marcus Atius Balbus – mąż siostry Cezara, Julii. Namiestnik Macedonii w roku 59 p.n.e., zwycięzca Besów i Traków.